# Inez Köhler
Inez Carolina Köhler, född den 21 november 1900 i Stockholm, död där den 9 september 1976, var en svensk operasångerska (sopran) och sångpedagog.

## Biografi
Inez Köhler avlade 1921 musiklärarexamen vid Musikkonservatoriet i Stockholm och studerade sång för bland andra Haldis Ingebjart och Britta von Vegesack.
Hon hade engagemang åren 1925–28 på Stora Teatern, Göteborg. Därefter i Stockholm på Odeonteatern 1930–31, på Vasateatern 1932 och på Stockholmsoperan 1934—51. Där debuterade hon i titelrollen i Tosca. Hon hade ledande operaroller såsom grevinnan i Figaros bröllop, Donna Anna och Donna Elvira i Don Juan, Leonore i Fidelio, Elisabeth i Tannhäuser, Elsa i Lohengrin, fältmarskalkinnan i Rosenkavaljeren, Leonora i Trubaduren samt titelrollerna i Aida och Turandot. Köhler spelade även operett såsom titelrollen i Sköna Helena och Rosalinda i Läderlappen. Lisa i Leendets land. Agathe i Friskytten. Rosina i Barberaren i Sevilla. Manon Lescaut i Manon Lescaut. Floria Tosca i Tosca. La Gioconda i La Gioconda. Leonora i Ödets makt. Nella i Gianni Schicchi. Eva i Mästersångarna i Nürnberg. Giulietta i Hoffmanns äventyr. Carmen i Carmen. Santyzza i Cavalleria rusticana och Marguerite i Faust.
Hon gifte sig 1931 med skådespelaren Seth Johan Johansson (1886–1950).

## Teater

### Roller
| År   | Roll              | Produktion                                                                           | Regi            | Teater                  |
| ---- | ----------------- | ------------------------------------------------------------------------------------ | --------------- | ----------------------- |
| 1931 | Viktoria Cunlight | Viktorias husar Paul Abraham, Emmerich Földes, Alfred Grünwald och Fritz Löhner-Beda | Oskar Textorius | Odeonteatern, Stockholm |